# Orphula
Orphula is een geslacht van rechtvleugeligen uit de familie veldsprinkhanen (Acrididae). De wetenschappelijke naam van dit geslacht is voor het eerst geldig gepubliceerd in 1873 door Stål.

## Soorten
Het geslacht Orphula omvat de volgende soorten:
- Orphula annectens Hebard, 1923
- Orphula azteca Saussure, 1861
- Orphula crassa Bruner, 1911
- Orphula gracilicorne Bruner, 1910
- Orphula jucunda Bolívar, 1896
- Orphula pagana Stål, 1861
- Orphula vitripenne Bruner, 1904